# Профессия — жизнь

Эмблема международной премии Профессия — Жизнь.

Международная премия «Профессия — жизнь» — ежегодная премия, присуждавшаяся по ряду номинаций за выдающийся вклад в областях медицины, здравоохранения и экологии. Целью премии было продвижение достижений, направленных на улучшение качества жизни человека. Премия присуждалась как отдельным лицам, так и коллективам, организациям и учреждениям. Главная награда премии — статуэтка «Милосердие».
Премия  «Профессия—жизнь» — ежегодная региональная награда, учрежденная в 2004 году . Лауреат премии получает 100 000 рублей

## История международной премии
У истоков идеи создания премии стоял профессор Б. В. Петровский. 
Премия основана в 2004 году по инициативе российского благотворительного фонда «Ассамблея здоровья» при поддержке ВОЗ, Министерства здравоохранения и социального развития РФ.
Тогда же премия получила благословение Патриарха РПЦ и председателя Совета муфтиев России.
В 2004 году в оргкомитет премии входили Р. С. Акчурин, А. А. Баранов, Л. А. Бокерия, Б. В. Гайдар, Я. Г. Гальперин, Г. М. Гречко, Н. Н. Дроздов,
В. Г. Курносов, Г. Е. Хюннинен, Ю. М. Левин, Г. Г. Онищенко, В. И. Покровский, Л. М. Рошаль (он же — первый лауреат премии), В. Шумаков, Р. Б. Сарсембаева, В. Е. Шудегов и другие.
Членами Почетного Жюри премии в 2005 году были: Ж. И. Алфёров, Ю. А. Башмет, Л. М. Гурченко, А. А. Карелин, А. Е. Карпов, М. В. Комиссар, В. С. Лановой, М. М. Плисецкая, Л. К. Слиска[уточнить].

## Структура международной премии
Оргкомитет:
- определяет претендентов на премию.

Почетное Жюри Премии:
- принимает решение о присвоении звания «Лауреат премии».

### Номинации
Премия «Профессия — Жизнь» присуждается в 35 номинациях:
- «Легенда мировой медицины»;
- «За достижения в области клинической медицины»;
- «Династия врачей»;
- «Мэтр мировой медицины»;
- «За достижения в области охраны материнства и детства»;
- «Выдающийся наставник»;
- «За достижения в области профилактической медицины»;
- «За личный вклад в развитие традиционной народной медицины»;
- «Надежда человечества»;
- «Выдающаяся миссия врачей»;
- «За выдающийся вклад в сохранение среды обитания человечества»;
- «Выдающийся государственный деятель в области медицины и здравоохранения»;
- «Выдающийся руководитель медицинского учреждения»;
- «За выдающийся вклад в сохранение здоровья нации»;
- «За личный вклад в духовное возрождение нации»;
- «Надежда человечества»;
- «Выдающийся менеджер в области медицины и индустрии здоровья»;
- «Меценат года»;
- «За личный вклад в развитие традиционной народной медицины»;
- «Милосердие»;
- другие номинации.

### Награды
Основные награды:
- статуэтка «Милосердие» — символ премии и главная награда;
- орден «За честь доблесть созидание милосердие»;
- сертификат «Общественное Признание».

Специальные награды:
- малая статуэтка «Милосердие» — символ Премии;
- орденский знак «За честь доблесть созидание милосердие»;
- сертификат «Общественное Признание».

Особая награда:
- «Рубиновая мантия» (вручается обладателям почетных званий: «Легенда мировой медицины», «Мэтр мировой медицины», «Выдающийся государственный деятель в области медицины и здравоохранения», «Выдающийся наставник», «Выдающийся руководитель медицинского учреждения», «Династия врачей», «Выдающаяся миссия врачей», «За выдающийся вклад в сохранение здоровья нации», «За личный вклад в духовное возрождение нации», «За выдающийся вклад в сохранение среды обитания человека», «Надежда человечества», «Выдающийся менеджер в области медицины и индустрии здоровья», «Меценат года», «За личный вклад в развитие традиционной народной медицины», «Милосердие»).

## Лауреаты международной премии
Первые лауреаты премии — детский врач Л. М. Рошаль и предприниматель М. С. Гуцериев.
Премии удостаивались Международный Зелёный Крест и председатель его совета директоров М. С. Горбачёв (2004), Алексий II (2005), Гринпис России (2005), WWF России (2006), Н. Д. Ющук (2009).
Лауреаты премии , наши «Легенда мировой медицины»
1. 2004 год — Шумаков Валерий Иванович
2. Бокерия Лео Антонович
3. Афанасьев Леонид Михайлович
4. Хюннинен Галина Евгеньевна 2004 г.
5. Миронова Зоя Сергеевна
6. Насонова Валентина Александровна
7. Углов Федор Григорьевич
8. 2008 год — Чазов Евгений Иванович[15].
9. Готье Сергей Владимирович
10. Штейн Валентина Викторовна